# Erigeron borealis
Erigeron borealis — вид трав'янистих рослин родини айстрові (Asteraceae). Етимологія: лат. borealis — «північний, арктичний».

## Опис
Висота 15–25 см. Стебло нерозгалужене, іноді вигнуте, сиве, часто червонувато-коричневе. Листя: в основному базальна розетка, чергуються на стеблі. Нижні листки черешкові, верхні — безчерешкові. Листки з цілими краями, розеткові — конічні, іноді гострі, практично голі; стеблові — вузькі, сиві. Квіткові кошики 15–25 мм завширшки. Зовнішні язикоподібні квіти спершу білі, пізніше світло-червоні або фіолетові; дискові квіти спершу жовтуваті, пізніше коричнево-червоні, трубчасті, маленькі. Тичинок 5. Листочки приквітки перекриваються, часто різної довжини, вузькі, з білим запушенням, коричнево-фіолетові. Кошики зазвичай поодинокі, в рідкісних випадках є 1–2 невеликих кошика нижче. Плоди волохаті, 1.8–2.5 мм завдовжки.

## Поширення
Європа: Ісландія, Велика Британія, Норвегія, Швеція, Фінляндія, північна Росія (у тому числі Сибір). Населяє пустельні гористі луки, осипи, скельні оголення.